# 田村淳の地上波ではダメ!絶対!
田村淳の地上波ではダメ!絶対!（たむらあつしのちじょうはではだめ ぜったい）は、BSスカパー!で2016年4月14日から2020年3月5日まで放送されたバラエティ番組。初回放送は木曜日（不定期）の 22時 - 23時。

## 概要
田村淳の企画による"地上波では絶対に放送できない社会派バラエティ番組"。「ダメ!絶対!」の部分は、厚生労働省の反薬物乱用キャンペーン『ダメ。ゼッタイ。』を借用している。
2015年9月27日にBSスカパー!開局1周年記念番組として放送された『BSスカパー!って知ってますか!?』をレギュラー化したもの。レギュラー放送化後は、初回のみ誰でも視聴可だが、表現の自主規制で小学生以下へは助言・指導が必要（PG-12）とし、それ以降は15歳未満視聴不可（R15+）の視聴制限を行っている。
「実録!ホームレスが現代の日本を斬る!」「元光GENJI赤坂晃がしゃぶしゃぶを食べながら“シャブ”の恐怖を語る!」「オムツをはいて高齢化社会を学ぶ!」など地上波では放送されない企画が放映される。後述のように通常回でも常に「スペシャル」と付けられている。
AKBグループの元メンバーが、アシスタントやゲストで下ネタを扱う企画に出演することが多く、番組ではこの事を「元AKBの登竜門」と呼んでいる。
2020年3月5日放送の#81をもってBSスカパー!から卒業（番組終了）となった。
2021年3月24日と30日の26時から、スカパー!オンデマンドで配信番組『田村淳の地上波でもSNSでもダメ!絶対!』として復活した。

## 主な企画
- 芸能人覚せい剤抜き打ち検査 - 淳を始めとして芸能人に突然、抜き打ちでドーピング検査を行う。
- スナック淳 - 不幸な人生を歩んできた女性の半生を聞き、カラオケで歌ってもらう。
- Twitter企画 - Twitterで特定のテーマで人材募集する。これまでは不倫をしている人や、所有するブランド品が偽物では無いか不安な人などが取り上げられた。
- ホームレス企画 - ホームレスの実態や生活等について、淳が本物のホームレスたちにインタビューする。
- アトゥシナイト - 田村淳が山本晋也監督に扮し、現役アイドルを連れて変わった性風俗店に潜入リポートする。テレビ朝日『トゥナイト』のパロディ。
- シモビアの泉 - 性風俗に関する歴史のムダ知識を紹介する。フジテレビジョン『トリビアの泉 〜素晴らしきムダ知識〜』のパロディ。
- タトゥー銭湯 - タトゥーを入れた人が、普段入ることが許されない銭湯で、タトゥーにまつわる人生を語ってもらう[3][4]。
- フェチ自慢 - 特定のフェチズムにインタビューし、淳がそのフェチズムを経験する。これまでに全身タイツフェチや活字でオーガズムを感じる活字フェチなどが取り上げられた。
- エロ芸グランプリ - 地上派ではできない「エロ面白い芸」をグラビアアイドル・女芸人・AV女優等が披露する。
- ガラパゴスショッピング - 一部の人にしか理解されない商品を通信販売形式で紹介する[5]。2019年に「ダメ!絶対!ショッピング」と改題。
- 顔出し懺悔室 - ボカシ無しの顔出しで懺悔し、罪を償う。
- 女体の取説講座 - 性教育後進国に生まれた日本人のため、公教育では教えられない性の取り扱いを学ぶコーナー。女性ゲストを交え講師に学ぶ。
- 道玄坂69 - 風俗嬢をメンバーとして「明日抱けるアイドル」をコンセプトとするアイドルグループ「道玄坂69」を淳がプロデュースする企画[6]。メンバーのオーディションから放送している[7]。名前の「69」は性行為の一種のシックスナインから来ているが、読みは「シックスティーナイン」と言う[8]。番組終了後も自主運営という形で活動を継続している[9]。

## 出演者

### MC
- 田村淳（ロンドンブーツ1号2号）

### 準レギュラー・ゲスト
- 江川達也 - 『性風俗に関する歴史のムダ知識』、通称《シモビア》のコーナーに出演。
- 佳苗るか - 『若者のセックス離れは本当か?』のコーナーに出演。
- 天久舞子・須崎萌花(RYUKYU IDOL) - 出張『アトゥシナイト』で、風俗店でディレクターがサービスを受け、射精するまでを実況する。
- 田中聖 - 第8回放送で抜き打ち薬物検査を受けた。
- 小向美奈子 - 第22回放送で抜き打ち薬物検査を受けた[10]。
- さちこYOKOZUNA - 初代ダメ絶対専属女子アナウンサー、地上波NG女子アナオーディションに合格した女子プロレスラー。
- 西田藍 - 実録!ダメ絶対的読書の秋に、書評家として出演。
- 七海なな - 『URanother sky』（裏アナザースカイ）にアシスタントとして出演。
- 吉井美希 - アダルトグッズの通販番組企画『いいもの発見! ダメ! 絶対! ショッピング(ガラパゴスショッピング)』で、モニター女性「吉井さん」として出演。
- 南沙奈 - さちこYOKOZUNAに代わり、2018年度（#47）より2代目ダメ絶対専属女子アナウンサー。
- 山田菜々[11] - 『アトゥシナイト』風俗リポーター。風俗店でスタッフがサービスを受け射精するまでを実況中継する。第15回で淳が「避けられてる」と発言。1年ほど出演を避けていたが第37回から復帰。
- 高野祐衣 - 『アトゥシナイト』風俗リポーター。スタッフが風俗嬢からサービスを受け射精するまでを実況中継する。第1回および第2回エロ芸グランプリ審査員。第15回で淳が山田から高野への推し変を宣言。第34回の4時間エロテレビSPではメインパーソナリティ[12]。
- 佐藤聖羅 - 『アトゥシナイト』出演（第23回 - ）。SM店でSMグッズを紹介する中、Mであることを公表、グッズを試す為、淳にムチでお尻を叩かれ、思わず喘ぎ声を上げ、開眼したという。エロ芸グランプリ審査員。
- 三秋里歩 - 『性風俗に関する歴史のムダ知識』、通称《シモビア》のコーナーに出演。
- 永尾まりや - ガラパゴスショッピングにてアダルトグッズを紹介するも途中退席[5]。
- 平嶋夏海 - 第26回、ガラパゴスショッピングにてアダルトグッズを紹介した。
- 小林香菜 - 第26回の《シモビア》のコーナーに出演し、処女でないことを告白。第29回にも出演し、アナルビーズ愛用者であること、電動バイブ使用者であることも判明したが、アメ舐めにはNGを示し、淳に「OKとNGの境目がわからない」と突っ込まれた。以降、様々なコーナーに出演。
- 駒谷仁美 - 第30回、ガラパゴスショッピングにてアダルトグッズを紹介。
- 小笠原茉由 - 高野と共に第34回4時間エロテレビSPでメインパーソナリティを務める[12]。
- 海野健郎 - 放送作家。当番組担当ではないが、第50回「合法だいうんどうかい」に審査員および変態おじさんとして登場。淳に逸材と言わしめた活躍をする。

## 放送リスト
| 初回放送日                  | タイトル                                                                                | 企画 |
| --------------------------- | --------------------------------------------------------------------------------------- | --- |
| 直前スペシャル 2016年4月7日 | 直前スペシャル                                                                          | 愛知県犬山市大縣神社の『豊年祭』に密着！                                                                           |
| 直前スペシャル 2016年4月7日 | 直前スペシャル                                                                          | ホームレスたちと行くギャンブルの旅！                                                                               |
| 第1回 2016年4月14日         | 新番組スタートSP!                                                                       | 実録！淳の“覚醒剤使用疑惑”の真実を徹底検証！                                                                       |
| 第1回 2016年4月14日         | 新番組スタートSP!                                                                       | スナック淳〜不幸女の心しみる歌〜                                                                                   |
| 第1回 2016年4月14日         | 新番組スタートSP!                                                                       | フェチ自慢Night |
| 第1回 2016年4月14日         | 新番組スタートSP!                                                                       | Twitter企画 不倫さん大募集！                                                                                       |
| 第2回 2016年4月28日         | ようこそ！不倫さんSP!                                                                   | ようこそ！不倫さん                                                                                                 |
| 第2回 2016年4月28日         | ようこそ！不倫さんSP!                                                                   | あの伝説のお色気番組『トゥナイト』が今夜復活！                                                                     |
| 第2回 2016年4月28日         | ようこそ！不倫さんSP!                                                                   | Twitter募集企画 偽ブランド品を撲滅せよ！                                                                           |
| 第3回 2016年5月12日         | 不幸すぎる女が熱唱SP!                                                                   | スナック淳〜不幸女の心しみる歌〜                                                                                   |
| 第3回 2016年5月12日         | 不幸すぎる女が熱唱SP!                                                                   | 『○○フェチ』から見る日本の快楽事情                                                                                 |
| 第3回 2016年5月12日         | 不幸すぎる女が熱唱SP!                                                                   | あの伝説のお色気番組が今夜も復活！『アトゥシナイト』                                                               |
| 第4回 2016年5月26日         | ホームレスお宅訪問SP!                                                                   | ようこそ！不倫さん                                                                                                 |
| 第4回 2016年5月26日         | ホームレスお宅訪問SP!                                                                   | ホームレスの生活の実態に迫る！                                                                                     |
| 第4回 2016年5月26日         | ホームレスお宅訪問SP!                                                                   | あの伝説のお色気番組が復活！『アトゥシナイト』                                                                     |
| 第5回 2016年6月9日          | 明日使える性風俗史SP!                                                                   | 実録！ネット記事の裏側に迫る！                                                                                     |
| 第5回 2016年6月9日          | 明日使える性風俗史SP!                                                                   | スナック淳〜不幸女の心しみる歌〜                                                                                   |
| 第5回 2016年6月9日          | 明日使える性風俗史SP!                                                                   | シモビアの泉〜歴史の教科書に載っていない性風俗史                                                                   |
| 第6回 2016年6月23日         | 憧れの芸能人とSEXできちゃうぞSP!                                                        | ようこそ！不倫さん                                                                                                 |
| 第6回 2016年6月23日         | 憧れの芸能人とSEXできちゃうぞSP!                                                        | ホームレスから見える日本の意外な真実とは？                                                                         |
| 第6回 2016年6月23日         | 憧れの芸能人とSEXできちゃうぞSP!                                                        | あの伝説のお色気番組が復活！『アトゥシナイト』                                                                     |
| 第7回 2016年7月7日          | 男の性の実態を徹底解明SP!                                                               | 日本の男性不妊の実情を徹底調査！                                                                                   |
| 第7回 2016年7月7日          | 男の性の実態を徹底解明SP!                                                               | 若者のセックス離れは本当か？                                                                                       |
| 第8回 2016年7月21日         | 芸能界薬物疑惑に喝！SP                                                                  | 実録！芸能人覚せい剤抜き打ち検査                                                                                   |
| 第8回 2016年7月21日         | 芸能界薬物疑惑に喝！SP                                                                  | 実録！最新風俗最前線に潜入！                                                                                       |
| 第9回 2016年8月4日          | 伝説のエロ番組「アトゥシナイト」SP!                                                     | 今夜はアトゥシナイトSP!淳監督が浅草ロック座へ潜入！                                                                |
| 第9回 2016年8月4日          | 伝説のエロ番組「アトゥシナイト」SP!                                                     | 「エロ芸グランプリ」開催！                                                                                         |
| 第10回 2016年8月18日        | あなたもAV監督になれるSP!                                                               | 実録！不倫女性が赤裸々告白！                                                                                       |
| 第10回 2016年8月18日        | あなたもAV監督になれるSP!                                                               | 実録！タトゥーから人生を読み解く！                                                                                 |
| 第10回 2016年8月18日        | あなたもAV監督になれるSP!                                                               | 実録！風俗情報最前線に潜入                                                                                         |
| 第11回 2016年9月1日         | 地上波NGアダルトグッズ通販番組SP!                                                       | 実録！タトゥーから人生を読み解く！                                                                                 |
| 第11回 2016年9月1日         | 地上波NGアダルトグッズ通販番組SP!                                                       | スナック淳〜不幸女の心しみる歌〜                                                                                   |
| 第11回 2016年9月1日         | 地上波NGアダルトグッズ通販番組SP!                                                       | 実録！日本のいいもの再発見！ガラパゴスショッピング！                                                               |
| 第12回 2016年9月15日        | 珍回答続出！ホームレス納涼クイズ大会SP                                                  | ホームレス集結！淳が納涼会を開催！                                                                                 |
| 第12回 2016年9月15日        | 珍回答続出！ホームレス納涼クイズ大会SP                                                  | ようこそ！不倫さん                                                                                                 |
| 第13回 2016年9月29日        | 皆さんが選んだもう一度観たい伝説の3作品SP                                               | 実録！芸能人覚せい剤抜き打ち検査                                                                                   |
| 第13回 2016年9月29日        | 皆さんが選んだもう一度観たい伝説の3作品SP                                               | 憧れの女優とセックスできる風俗店!?                                                                                 |
| 第13回 2016年9月29日        | 皆さんが選んだもう一度観たい伝説の3作品SP                                               | 第1回「エロ芸グランプリ」開催！                                                                                    |
| 第14回 2016年10月13日       | ドS鬼ギャルをギャフンと言わせられるかSP                                                 | 実録！タトゥーから人生を読み解く！                                                                                 |
| 第14回 2016年10月13日       | ドS鬼ギャルをギャフンと言わせられるかSP                                                 | 実録！風俗情報最前線に潜入                                                                                         |
| 第15回 2016年10月27日       | 本邦初公開！ アイドルが擬似セックスSP!                                                  | 新企画！人々の懺悔の中に潜む社会の闇に迫る！                                                                       |
| 第15回 2016年10月27日       | 本邦初公開！ アイドルが擬似セックスSP!                                                  | 実録！タトゥーから人生を読み解く！                                                                                 |
| 第15回 2016年10月27日       | 本邦初公開！ アイドルが擬似セックスSP!                                                  | 実録！風俗情報最前線に潜入                                                                                         |
| 第16回 2016年11月10日       | 記憶喪失男の過去を取り戻したい！SP                                                      | 緊急企画！“わけあり”元ホームレスの謎に迫る！                                                                       |
| 第17回 2016年11月24日       | 2大人気企画の沖縄出張SP!                                                                | スナック淳・沖縄出張編〜不幸女の心しみる歌〜                                                                       |
| 第17回 2016年11月24日       | 2大人気企画の沖縄出張SP!                                                                | 出張アトゥシナイト                                                                                                 |
| 第18回 2016年12月8日        | 元KAT-TUN田中聖再登場SP!                                                                | いいもの発見！ダメ！絶対！ショッピング                                                                             |
| 第18回 2016年12月8日        | 元KAT-TUN田中聖再登場SP!                                                                | スナック淳〜不幸女の心しみる歌〜                                                                                   |
| 第18回 2016年12月8日        | 元KAT-TUN田中聖再登場SP!                                                                | 第2回エロ芸GP! |
| 第19回 2016年12月22日       | 記憶喪失の男、急展開！SP                                                                | 実録!記憶喪失の男性に迫る！〜その後〜                                                                              |
| 第20回 2017年1月19日        | 大暴走！ホームレスと大新年会SP!                                                         | 実録！ホームレス企画第5弾！                                                                                        |
| 第20回 2017年1月19日        | 大暴走！ホームレスと大新年会SP!                                                         | 人々の懺悔の中に潜む社会の闇に迫る！                                                                               |
| 第20回 2017年1月19日        | 大暴走！ホームレスと大新年会SP!                                                         | スナック淳〜不幸女の心しみる歌〜                                                                                   |
| 第21回 2017年2月2日         | アイドルと風俗の融合!?SP!                                                               | いいもの発見！ダメ！絶対！ショッピング                                                                             |
| 第21回 2017年2月2日         | アイドルと風俗の融合!?SP!                                                               | 実録！風俗情報最前線に潜入                                                                                         |
| 第22回 2017年2月16日        | ダメ！ダメ！ヤク漬けの1時間SP!                                                          | 実録！大麻の真実に迫る！クイズタイマショック                                                                       |
| 第22回 2017年2月16日        | ダメ！ダメ！ヤク漬けの1時間SP!                                                          | 実録！シャブシャブを食べながらシャブの恐怖に迫る！                                                                 |
| 第23回 2017年3月2日         | アイドルがSMプレイ初体験!?SP!                                                           | ようこそ！不倫さん                                                                                                 |
| 第23回 2017年3月2日         | アイドルがSMプレイ初体験!?SP!                                                           | 大麻の真実に迫る！クイズ タイマショック                                                                            |
| 第23回 2017年3月2日         | アイドルがSMプレイ初体験!?SP!                                                           | 最新風俗最前線！アトゥシナイト第11弾                                                                               |
| 第24回 2017年3月23日        | 番組初生！極楽とんぼ・山本圭壱 と緊急対談SP!                                            | 緊急特別企画！ |
| 第24回 2017年3月23日        | 番組初生！極楽とんぼ・山本圭壱 と緊急対談SP!                                            | 極楽とんぼ・山本圭壱と緊急対談！                                                                                   |
| 第25回 2017年4月13日        | 地上波NG女子アナオーディションSP!                                                       | 魔界出身のカメラマン・ぽっちゃり・現役風俗嬢等が憧れのアナウンサーの座を掴もうと必死にアピール！                   |
| 第26回 2017年4月27日        | アイドルが性事情を大胆告白SP!                                                           | 地上波では絶対に教えてくれない性風俗に関するムダ知識                                                               |
| 第26回 2017年4月27日        | アイドルが性事情を大胆告白SP!                                                           | 実録！ホームレスと行くギャンブルの旅2                                                                              |
| 第27回 2017年5月11日        | 田中聖も参戦！1周年記念オールスター大謝恩会SP!                                          | 過去の出演者である、アトゥシナイト・エロ芸・ホームレス・女子アナ・精子検査の出演者に敬意を表し、大謝恩会SPを開催！ |
| 第28回 2017年5月25日        | 妹プレイ店舗型風俗店潜入SP!                                                             | 大麻の真実に迫る！クイズ タイマショック                                                                            |
| 第28回 2017年5月25日        | 妹プレイ店舗型風俗店潜入SP!                                                             | スナック淳〜不幸女の心しみる歌〜                                                                                   |
| 第28回 2017年5月25日        | 妹プレイ店舗型風俗店潜入SP!                                                             | 最新風俗最前線！出張アトゥシナイト第2弾                                                                            |
| 第29回 2017年6月8日         | アイドルがエログッズ店に潜入SP!                                                         | ようこそ！不倫さん                                                                                                 |
| 第29回 2017年6月8日         | アイドルがエログッズ店に潜入SP!                                                         | アダルトグッズ店に潜入！『エロナンデス』                                                                           |
| 第30回 2017年6月22日        | エロの猛者が勢ぞろい！エロ芸GP開催SP!                                                   | 良いモノ発見！ダメ！絶対！ショッピング                                                                             |
| 第30回 2017年6月22日        | エロの猛者が勢ぞろい！エロ芸GP開催SP!                                                   | 第3回エロ芸グランプリ                                                                                              |
| 第31回 2017年7月6日         | 今夜はエロ無し！それでも淳太鼓判の新企画2本立てSP!                                      | 地上波ではダメ！絶対！相談所                                                                                       |
| 第31回 2017年7月6日         | 今夜はエロ無し！それでも淳太鼓判の新企画2本立てSP!                                      | 幸せ！元犯罪者ワイフ                                                                                               |
| 第32回 2017年7月20日        | 巨漢女子アナに勝ったら風俗券1000万円進呈SP!                                             | さちこYOKOZUNAに相撲で勝ったら風俗無料券1000万円！                                                                 |
| 第32回 2017年7月20日        | 巨漢女子アナに勝ったら風俗券1000万円進呈SP!                                             | アツシの知らない世界                                                                                               |
| 第32回 2017年7月20日        | 巨漢女子アナに勝ったら風俗券1000万円進呈SP!                                             | スナック淳〜不幸女の心しみる歌〜                                                                                   |
| 第33回 2017年8月3日         | 遂に実現！大人の社会科見学SP!                                                           | 『アトゥシナイト』番外編！                                                                                         |
| 第33回 2017年8月3日         | 遂に実現！大人の社会科見学SP!                                                           | 新企画『uranother sky』（裏アナザースカイ）                                                                        |
| 第34回 2017年8月17日        | エロで世の中を幸せに！4時間エロテレビSP!                                                | 男の限界に挑戦！4時間耐久ヌキマラソン                                                                              |
| 第34回 2017年8月17日        | エロで世の中を幸せに！4時間エロテレビSP!                                                | エロ芸ダンス甲子園                                                                                                 |
| 第34回 2017年8月17日        | エロで世の中を幸せに！4時間エロテレビSP!                                                | ホームレスお悩み相談室                                                                                             |
| 第35回 2017年8月31日        | 世界中が注目！緊縛師登場で淳暴走SP!                                                     | タトゥー銭湯 |
| 第35回 2017年8月31日        | 世界中が注目！緊縛師登場で淳暴走SP!                                                     | 暴漢撃退格闘技 |
| 第35回 2017年8月31日        | 世界中が注目！緊縛師登場で淳暴走SP!                                                     | アツシの知らない世界                                                                                               |
| 第36回 2017年9月14日        | 読書の秋！エロ本屋潜入SP!                                                               | ダメ！絶対！的読書の秋                                                                                             |
| 第36回 2017年9月14日        | 読書の秋！エロ本屋潜入SP!                                                               | 『URanother sky』（裏アナザースカイ）                                                                              |
| 第37回 2017年9月28日        | 元NMB山田菜々が1年ぶりの風俗潜入SP!                                                     | スナック淳〜～不幸女の心しみる歌〜～                                                                               |
| 第37回 2017年9月28日        | 元NMB山田菜々が1年ぶりの風俗潜入SP!                                                     | 最新風俗最前線！アトゥシナイト                                                                                     |
| 第38回 2017年10月12日       | 仕事激減芸能人に淳が地上波NGお仕事斡旋SP! ゲスト：城咲仁                                | ホームレス、家を貸す                                                                                               |
| 第38回 2017年10月12日       | 仕事激減芸能人に淳が地上波NGお仕事斡旋SP! ゲスト：城咲仁                                | タトゥー銭湯 |
| 第38回 2017年10月12日       | 仕事激減芸能人に淳が地上波NGお仕事斡旋SP! ゲスト：城咲仁                                | ダメ！絶対！ハローワーク                                                                                           |
| 第39回 2017年10月26日       | 女性必見！知っているようで知らない女体の秘密SP! ゲスト：元AKB48小林香菜、元DiVA山上綾加 | アツシの知らない世界                                                                                               |
| 第39回 2017年10月26日       | 女性必見！知っているようで知らない女体の秘密SP! ゲスト：元AKB48小林香菜、元DiVA山上綾加 | 女体のトリセツ講座                                                                                                 |
| 第40回 2017年11月9日        | 誰も知らないパパラッチのお仕事暴露SP!                                                   | ようこそ！不倫さん                                                                                                 |
| 第40回 2017年11月9日        | 誰も知らないパパラッチのお仕事暴露SP!                                                   | ダメ！絶対！ハローワーク                                                                                           |
| 第41回 2017年11月23日       | バイブコレクターの世界にようこそSP!                                                     | ホームレス川柳 |
| 第41回 2017年11月23日       | バイブコレクターの世界にようこそSP!                                                     | 実録！極道牧師の素顔                                                                                               |
| 第41回 2017年11月23日       | バイブコレクターの世界にようこそSP!                                                     | アツシの知らない世界                                                                                               |
| 第42回 2017年12月7日        | 超巨乳グラドルも赤面！こだわりのア○ルグッズ紹介SP!                                      | 良いモノ発見！ダメ！絶対！ショッピング                                                                             |
| 第42回 2017年12月7日        | 超巨乳グラドルも赤面！こだわりのア○ルグッズ紹介SP!                                      | 実録！元テロリストの宣教師                                                                                         |
| 第42回 2017年12月7日        | 超巨乳グラドルも赤面！こだわりのア○ルグッズ紹介SP!                                      | ホームレス川柳 |
| 第43回 2018年1月25日        | エロ初笑い！第4回エロ芸GP開催SP!                                                        | 第4回エロ芸グランプリ                                                                                              |
| 第43回 2018年1月25日        | エロ初笑い！第4回エロ芸GP開催SP!                                                        | ダメ絶対になってしまった名作                                                                                       |
| 第44回 2018年2月8日         | 男の潮○き!?名物風俗Dが挑戦SP!                                                           | 素晴らしき押収物陳列写真の世界                                                                                     |
| 第44回 2018年2月8日         | 男の潮○き!?名物風俗Dが挑戦SP!                                                           | 最新風俗最前線！アトゥシナイト                                                                                     |
| 第45回 2018年2月22日        | 地上波OK女子アナ選考？淳、それで良いのかSP!                                             | ノーカット街頭インタビュー！                                                                                       |
| 第45回 2018年2月22日        | 地上波OK女子アナ選考？淳、それで良いのかSP!                                             | ホームレス川柳 |
| 第45回 2018年2月22日        | 地上波OK女子アナ選考？淳、それで良いのかSP!                                             | 第2回女子アナオーディション                                                                                        |
| 第46回 2018年4月5日         | レズビアン女性開発のアダルトグッズ紹介SP!                                               | 知られざるLGBT業界の今                                                                                             |
| 第46回 2018年4月5日         | レズビアン女性開発のアダルトグッズ紹介SP!                                               | 良いモノ発見！ダメ！絶対！ショッピング                                                                             |
| 第46回 2018年4月5日         | レズビアン女性開発のアダルトグッズ紹介SP!                                               | 地上波では宣伝できない企業PR                                                                                       |
| 第47回 2018年4月19日        | 女性必見！膣の最新美容整形体験SP!                                                       | やりかた大図鑑 |
| 第47回 2018年4月19日        | 女性必見！膣の最新美容整形体験SP!                                                       | 今日の押写 |
| 第47回 2018年4月19日        | 女性必見！膣の最新美容整形体験SP!                                                       | 女体のトリセツ講座                                                                                                 |
| 第48回 2018年5月3日         | 出張アトゥシナイト・今度はすすきの潜入SP!                                               | 地上波では宣伝できない企業PR                                                                                       |
| 第48回 2018年5月3日         | 出張アトゥシナイト・今度はすすきの潜入SP!                                               | ようこそ！不倫さん                                                                                                 |
| 第48回 2018年5月3日         | 出張アトゥシナイト・今度はすすきの潜入SP!                                               | 出張アトゥシナイトすすきの編                                                                                       |
| 第49回 2018年5月17日        | 淳遂に始動！一口馬主×地方再生PR完成SP!                                                  | 地上波では宣伝できない企業PR                                                                                       |
| 第50回 2018年5月31日        | 春のダメ！絶対！だいうんどうかいSP!                                                     | 規制の波が押し寄せる“合法ロリっ娘”AV女優を救済すべく大運動会を開催                                                 |
| 第51回 2018年6月14日        | 明日誰かに話したくなる驚がくの新コーナー3本立てSP!                                      | TDZニュース |
| 第51回 2018年6月14日        | 明日誰かに話したくなる驚がくの新コーナー3本立てSP!                                      | 再現レストラン～あの味をもう一度～                                                                                 |
| 第51回 2018年6月14日        | 明日誰かに話したくなる驚がくの新コーナー3本立てSP!                                      | あなたの知らない世界の独裁者たち                                                                                   |
| 第52回 2018年6月28日        | あの松山刑務所脱走事件の真実が明らかになるSP!                                           | 平尾容疑者が見た風景～しまなみ街道1人旅～                                                                          |
| 第53回 2018年7月12日        | ネットで目にする怪しい広告の真相解明SP!                                                 | やりかた大図鑑 |
| 第53回 2018年7月12日        | ネットで目にする怪しい広告の真相解明SP!                                                 | アツシの知らない世界                                                                                               |
| 第53回 2018年7月12日        | ネットで目にする怪しい広告の真相解明SP!                                                 | 実録！高額バイトの怪しいお店に潜入！                                                                               |
| 第54回 2018年7月26日        | 80年代一世を風靡AV監督とホームレスのガチクイズ対決SP!                                   | クイズ！村西とおる！                                                                                               |
| 第54回 2018年7月26日        | 80年代一世を風靡AV監督とホームレスのガチクイズ対決SP!                                   | TDZニュース |
| 第55回 2018年8月23日        | 成年女性を見極め勝利の美酒に酔いしれたいSP!                                             | タトゥー銭湯 |
| 第55回 2018年8月23日        | 成年女性を見極め勝利の美酒に酔いしれたいSP!                                             | スナック淳～不幸女の心しみる歌～                                                                                   |
| 第55回 2018年8月23日        | 成年女性を見極め勝利の美酒に酔いしれたいSP!                                             | ダメ！絶対！未成年飲酒クイズ                                                                                       |
| 第56回 2018年9月6日         | 極道の首脳会議G7サミット開催SP!                                                         | 恋のG7 |
| 第56回 2018年9月6日         | 極道の首脳会議G7サミット開催SP!                                                         | 一口馬主に進展！                                                                                                   |
| 第57回 2018年10月4日        | 15年ぶりに再会！感動の親子将棋SP!                                                       | 15年ぶりの再会！親子将棋！                                                                                         |
| 第57回 2018年10月4日        | 15年ぶりに再会！感動の親子将棋SP!                                                       | スナック淳～不幸女の心しみる歌～                                                                                   |
| 第57回 2018年10月4日        | 15年ぶりに再会！感動の親子将棋SP!                                                       | 一口馬主に進展！                                                                                                   |
| 第58回 2018年10月18日       | 半年ぶりのアトゥシナイト名古屋出張編SP                                                  | ようこそ！不倫さん                                                                                                 |
| 第58回 2018年10月18日       | 半年ぶりのアトゥシナイト名古屋出張編SP                                                  | 最新風俗最前線！アトゥシナイト                                                                                     |
| 第59回 2018年11月1日        | 淳驚がく!!公安警察の知られざる世界SP!                                                   | ダメ！絶対！プレゼンター                                                                                           |
| 第59回 2018年11月1日        | 淳驚がく!!公安警察の知られざる世界SP!                                                   | アツシの知らない世界                                                                                               |
| 第60回 2018年11月15日       | 強烈キャラのアウトな老人たちが登場SP!                                                   | 教えて！アウト老！                                                                                                 |
| 第60回 2018年11月15日       | 強烈キャラのアウトな老人たちが登場SP!                                                   | TDZニュース |
| 第60回 2018年11月15日       | 強烈キャラのアウトな老人たちが登場SP!                                                   | 一口馬主デビューまでの道～完結編～                                                                                 |
| 第61回 2018年11月29日       | 変態外国人ルーちゃん流ハロウィンの楽しみ方SP                                            | ダメ絶対流ハロウィンの楽しみ方2018                                                                                 |
| 第61回 2018年11月29日       | 変態外国人ルーちゃん流ハロウィンの楽しみ方SP                                            | 教えて！アウト老！                                                                                                 |
| 第61回 2018年11月29日       | 変態外国人ルーちゃん流ハロウィンの楽しみ方SP                                            | “明日抱けるアイドル”プロジェクト                                                                                   |
| 第62回 2018年12月13日       | 高齢者の性の悩みに光を差す社会派SP!                                                     | 教えて！アウト老！                                                                                                 |
| 第62回 2018年12月13日       | 高齢者の性の悩みに光を差す社会派SP!                                                     | 良いモノ発見！ダメ！絶対！ショッピング                                                                             |
| 第62回 2018年12月13日       | 高齢者の性の悩みに光を差す社会派SP!                                                     | “明日抱けるアイドル”プロジェクト                                                                                   |
| 第63回 2019年1月17日        | 謎のスピリチュアリストHappyちゃんに迫る1時間SP!                                         | 実録！謎のスピリチュアルイベント「縄文祭」を潜入取材！                                                             |
| 第64回 2019年1月31日        | 真のシャブ山シャブ子を見つけ出すぞSP!                                                   | 第1回シャブ山シャブ子選手権！                                                                                      |
| 第64回 2019年1月31日        | 真のシャブ山シャブ子を見つけ出すぞSP!                                                   | TDZニュース |
| 第64回 2019年1月31日        | 真のシャブ山シャブ子を見つけ出すぞSP!                                                   | “明日抱けるアイドル”プロジェクト 企画会議編                                                                        |
| 第65回 2019年2月14日        | アフガニスタン拉致生活での思い出の味を再現SP!                                           | 再現レストラン～あの味をもう一度～                                                                                 |
| 第65回 2019年2月14日        | アフガニスタン拉致生活での思い出の味を再現SP!                                           | タトゥー銭湯 |
| 第65回 2019年2月14日        | アフガニスタン拉致生活での思い出の味を再現SP!                                           | 良いモノ発見！ダメ！絶対！ショッピング                                                                             |
| 第66回 2019年2月28日        | 憧れのヒロインと格闘プレイSP!                                                           | 最新風俗最前線！アトゥシナイト                                                                                     |
| 第66回 2019年2月28日        | 憧れのヒロインと格闘プレイSP!                                                           | 芸能界を激震させたあの人物を直撃取材！今昔庵マスター編                                                             |
| 第67回 2019年3月14日        | 地上波で放送すべきごみ問題を考えるSP!                                                   | 新元号を大予想！クイズ正解は4月1日                                                                                 |
| 第67回 2019年3月14日        | 地上波で放送すべきごみ問題を考えるSP!                                                   | ダメ！絶対！流お花見！桜タトゥーで乾杯！                                                                           |
| 第67回 2019年3月14日        | 地上波で放送すべきごみ問題を考えるSP!                                                   | 50年後、日本がゴミに沈まない方法                                                                                   |
| 第68回 2019年4月25日        | 平成最後！淳、5度目の緊急薬物検査SP!                                                    | 実録！平成最後！淳、5度目の薬物検査！                                                                              |
| 第68回 2019年4月25日        | 平成最後！淳、5度目の緊急薬物検査SP!                                                    | ステマダメ！絶対！喫煙女子クイズ                                                                                   |
| 第68回 2019年4月25日        | 平成最後！淳、5度目の緊急薬物検査SP!                                                    | 明日抱けるアイドルプロジェクト 第1回オーディション前編                                                             |
| 第69回 2019年5月9日         | “前代未聞アイドル”のオーディションSP!                                                   | 明日抱けるアイドルプロジェクト 第1回オーディション後編                                                             |
| 第69回 2019年5月9日         | “前代未聞アイドル”のオーディションSP!                                                   | アツシの知らない世界                                                                                               |
| 第69回 2019年5月9日         | “前代未聞アイドル”のオーディションSP!                                                   | 地上波ではダメ！最先端ビジネス～人間ラブドール製造所～                                                             |
| 第70回 2019年5月23日        | 地上波では見られない全身タトゥーの温泉旅行SP!                                           | 明日抱けるアイドルプロジェクト 第2回オーディション編                                                               |
| 第70回 2019年5月23日        | 地上波では見られない全身タトゥーの温泉旅行SP!                                           | 出張！タトゥー銭湯                                                                                                 |
| 第71回 2019年6月6日         | 令和初アイドル、道玄坂69のメンバー決定SP!                                               | 明日抱けるアイドルプロジェクト 爆誕編                                                                              |
| 第72回 2019年6月20日        | 超能力アベンジャーズが日本を救う!!SP!                                                   | 超能力アベンジャーズ                                                                                               |
| 第72回 2019年6月20日        | 超能力アベンジャーズが日本を救う!!SP!                                                   | 明日抱けるアイドルPJ“道玄坂69リーダー総選挙”                                                                       |
| 第73回 2019年7月4日         | 道玄坂69に緊急事態発生!?SP!                                                             | クイズ！ワタシの咀嚼音！                                                                                           |
| 第73回 2019年7月4日         | 道玄坂69に緊急事態発生!?SP!                                                             | 明日抱けるアイドル道玄坂69 緊急事態編                                                                              |
| 第74回 2019年8月1日         | 道玄坂69の道玄坂クリーン大作戦                                                          | AIワイドショー |
| 第74回 2019年8月1日         | 道玄坂69の道玄坂クリーン大作戦                                                          | 貧困ビジネスの闇に迫る                                                                                             |
| 第74回 2019年8月1日         | 道玄坂69の道玄坂クリーン大作戦                                                          | 明日抱けるアイドル道玄坂69 道玄坂クリーン大作戦編                                                                  |
| 第75回 2019年9月5日         | 村西監督登場で今夜はナイスです！                                                        | ようこそ！不倫さん                                                                                                 |
| 第75回 2019年9月5日         | 村西監督登場で今夜はナイスです！                                                        | 田村淳×村西とおる×芳賀英紀 緊急アダルト鼎談 前編                                                                   |
| 第75回 2019年9月5日         | 村西監督登場で今夜はナイスです！                                                        | 明日抱けるアイドル道玄坂69 アイドル力アップ編                                                                      |
| 第76回 2019年10月3日        | 道玄坂69ついにデビュー曲完成！                                                          | 明日抱けるアイドル道玄坂69 デビュー曲発表編                                                                        |
| 第76回 2019年10月3日        | 道玄坂69ついにデビュー曲完成！                                                          | 田村淳×村西とおる×芳賀英紀 緊急アダルト鼎談 後編                                                                   |
| 第76回 2019年10月3日        | 道玄坂69ついにデビュー曲完成！                                                          | ダメゼタ的疑似選挙                                                                                                 |
| 第77回 2019年11月7日        | 満員御礼！道玄坂69デビューライブ                                                        | 明日抱けるアイドル道玄坂69 爆誕デビューライブ編                                                                    |
| 第77回 2019年11月7日        | 満員御礼！道玄坂69デビューライブ                                                        | 実録！ウラカワノオト初勝利への道                                                                                   |
| 第77回 2019年11月7日        | 満員御礼！道玄坂69デビューライブ                                                        | 地上波では絶対に紹介できないYouTuber 特殊清掃                                                                      |
| 第78回 2019年12月5日        | 道玄坂69二期生オーディション                                                            | 明日抱けるアイドル道玄坂69 二期生オーディション編                                                                  |
| 第78回 2019年12月5日        | 道玄坂69二期生オーディション                                                            | ホームレスクイズ ホームレス30人に聞きました2019                                                                    |
| 第79回 2020年1月9日         | 実録！ダメ絶対アワード2020                                                              | 実録！ダメ絶対アワード2020                                                                                         |
| 第79回 2020年1月9日         | 実録！ダメ絶対アワード2020                                                              | 道玄坂69 完売できなければ解散ライブ直前編                                                                          |
| 第80回 2020年2月6日         | 道玄坂69クリスマスライブ                                                                | 道玄坂69 クリスマスライブ編                                                                                        |
| 第80回 2020年2月6日         | 道玄坂69クリスマスライブ                                                                | 歌舞伎町の現在 |
| 第80回 2020年2月6日         | 道玄坂69クリスマスライブ                                                                | 実録！ダメ絶対アワード 後編                                                                                        |
| 第81回 2020年3月5日         | さよならBSスカパー！-卒業-                                                              | 実録！スタッフが淳に会ってほしいあの人は今SP!                                                                      |
| 第81回 2020年3月5日         | さよならBSスカパー！-卒業-                                                              | 道玄坂69 最終章編                                                                                                  |

- 第1回放送では、淳の覚醒剤使用疑惑を検証するため、尿検査を行い、その検査の間、カメラを固定しごまかしのない映像を放送した。3回の検査、全てにおいて陰性であることが判明した。スナック淳では、まず、覚醒剤所持により韓国の刑務所に服役した女性が登場し、Storyを熱唱した。次にダメ男に1000万円以上貢いだ女性がバイバイ。を歌った。フェチ自慢Nightでは全身タイツフェチが紹介された。Twitter企画で、不倫している女性をツイッターで募ったところ、指定場所に誰も来なかった。

- 第2回放送では、まず、ようこそ！不倫さんで、前回の失敗からスタッフが不倫している女性を直接探し出し、不倫生活について語ってもらった。淳が山本晋也監督に扮し、『トゥナイト』の風俗探訪企画を真似た大人の社会科見学では、山田菜々を連れ、ストレッチ風俗を訪れ、番組スタッフがサービスを受け、その最中を実況した[11]。Twitter募集企画では自分の持っているブランド品が偽物ではないか疑問をもっている人に集まってもらい、本物か偽物かを鑑定し、偽物だった場合、その場で裁断する企画を行った。

- 第3回放送では、まずスナック淳にて、隣家の主婦に旦那を寝取られた女性がWake Me Up!を、13歳から覚醒剤を使用し服役した女性が追憶 〜never fall in love〜を熱唱した。フェチ自慢Nightでは活字でオーガズムを感じる活字フェチが紹介された。そして、大人の社会科見学が今回から『アトゥシナイト』とタイトル変更となり、デリバリーヘルスの自他共栄という店を山田菜々と訪れ、店舗のシステム等を紹介した。次回、当該店でのサービスを淳と山田が実際に見ながらレポートする。

- 第4回放送では、まずようこそ！不倫さんでは顔を隠した不倫さんが経験談を話した。次にホームレスの生活の実態に迫る！ではホームレスの一日のスケジュールを通したライフスタイルや段ボールの自宅が紹介された。アトゥシナイトでは童貞であるディレクターが実際にデリバリーヘルスにてサービスを受け、射精するまでの過程を淳と山田菜々が実況中継した。

- 第5回放送では、番組の発表会見に出席してないにも関わらず、出席したかのような文脈で批判的な意見をネット記事を書いたサイゾーに対して、その真意を確かめるべく、編集部に淳自ら乗り込んだ。その結果、サイゾーでの淳の連載が決まった。そして、スナック淳では18歳から家族を養うために20年間、ピンサロで働く女性が登場し、自らの不幸を語った。シモビアの泉では、江川達也と三秋里歩をゲストに迎え、地上波では絶対に教えてくれない『性風俗に関する歴史のムダ知識』、通称シモビアを紹介した。

- 第6回放送では、ようこそ！不倫さんにて8人と不倫している夫とセックスレスの主婦が登場した。ホームレスの生活の実態に迫る！では元ホストのホームレスがホームレスになるまでの過程を話した。アトゥシナイトでは催眠術で自慰行為をサポートする風俗で、ディレクターが好きな女優とセックスする催眠をかけられて果てるまでの過程を淳と山田菜々が実況中継した。

- 第7回放送では、日本の男性不妊の実情を徹底調査！にて男性の精子を検査キットで調べて、精子の状態を調査した。淳が町中で声をかけ、精子を提供してくれる男性を探した。若者のセックス離れは本当か？では、イケメンなのに童貞で女性に興味の無い若い男性を集め、佳苗るかの挑発に反応するかを調査した。

- 第8回放送では、アトゥシナイトにて、女装した男性からサービスを受ける男性向け風俗店に、淳と高野祐衣が潜入し、ディレクターが射精するまでをレポートした。実録！芸能人覚せい剤抜き打ち検査では、淳が4度目の抜き打ち検査を行い、再度、薬物疑惑について潔白を証明し、さらに元KAT-TUNの田中聖にも抜き打ち薬物検査を行い、薬物を使用していないことが判明した。しかし、この放送から約1年後の2017年5月24日に田中は、東京渋谷区道玄坂の路上で、大麻を所持していたとして、大麻取締法違反容疑で警視庁渋谷警察署に現行犯逮捕された。尿検査では大麻の陽性反応が出たが、6月7日、渋谷署は処分保留で釈放し、任意捜査に切り替えた。大麻の「使用」は合法であること、逮捕時に乗っていた車が親族名義で乗降者の絞り込みが困難だったこと、車内から見つかった乾燥大麻がごく微量だったことが影響したとみられている。2017年6月30日、東京地方検察庁は証拠不十分で不起訴処分とした。

- 第9回放送では、まずアトゥシナイトにて、山田菜々と高野祐衣を連れて浅草ロック座に潜入し、ストリッパー2名に山本晋也監督を交えてトークした。次の第1回エロ芸グランプリでは、「地上派ではできないエロ面白い芸」をグラビアアイドル・女芸人・AV女優らが披露した。

- 第10回放送では、実録！不倫女性が赤裸々告白！にて消防署員と不倫し、離婚に至った現在でも関係を続けている29歳の子持ち女性が登場した。タトゥー銭湯では幼少から施設で育ち、現在ではデザイナーとして活躍している男性の背中を淳が流し、彼の半生を聞いた。アトゥシナイトではAV監督になれるデリヘルでディレクターが自ら書き下ろした台本を元にプレイし、ディレクターが射精するまでの過程を淳と山田菜々が実況中継した。

- 第11回放送では、実録！タトゥーから人生を読み解くでは全身に5000箇所ものタトゥーを掘っている一般人が登場した。スナック淳では夫の借金を返済するためにデリヘルで働いていた女性が子供と移った写真付きの素顔で登場した。ガラパゴスショッピングでは永尾まりやも登場し、ペニス・ストッキング、フニャチンくんを紹介した。フニャチンくん紹介時は永尾が立ち会うことが事務所から許可が下りず、BSスカパーとしても実物の撮影が不可能でボカシ入りでの放送となった。

- 第12回放送では、珍回答続出！ホームレス納涼クイズ大会SPにて、ホームレスの皆さんと会食をしながらクイズ大会を開催した。ようこそ！不倫さんではダブル不倫を続けている新婚さんの奥さんが登場した。

- 第13回放送は総集編として過去の名場面を放送した。

- 第14回放送ではタトゥー銭湯にて、ラッパーのSHOがアルペンスキー元日本代表等の自らの過去を語った。アトゥシナイトではドSな鬼ギャルがいる風俗店を紹介し、ディレクターが射精するまでを淳と高野祐衣がレポートした。

- 第15回放送では、顔出し懺悔室にて占い師なのに占いを信じられない女性、そしてタトゥー銭湯に男運が悪すぎる女性が登場した。アトゥシナイトではアダルトVRを体験できる風俗店を紹介し、ディレクターだけでなく高野祐衣も疑似セックスを経験した。

- 第16回放送では、沖縄在住で3年前から記憶喪失になっている大城和真さん（仮名）を紹介し、番組HPにて彼についての情報を募った。

- 第17回放送では、沖縄出張SPとして、男運の悪い元海兵隊の女性が登場した。アトゥシナイトではRYUKYU IDOLの天久舞子と須崎萌花を引き連れ、沖縄No.1デリヘルである人妻パラダイスを取材し、例のごとくディレクターが射精するまでをレポートした。

- 第18回放送では、まず良いモノ発見！ダメ！絶対！ショッピングにて刑務所帰りの人等の悪党向けのアパレルメーカーである悪党の店バースジャパンの商品を紹介した。スナック淳では夫が多額の借金を残して取り残された現在はスピリチュアルカウンセラーが登場し、中島みゆきの時代を熱唱した。第2回エロ芸グランプリでは高野祐衣がエロ芸審査員として登場し、逆顔射・熟女あるある・おっぱい生搾り・マンブエ・ボディソープオナニー・3メートル潮吹き等が紹介された。

- 第19回放送では、第16回に登場した記憶喪失の男性、大城和真さん（仮名）についての情報を告知したが、母親と名乗る女性が現れ、再会することとなる。

## 配信リスト
| 配信開始          | 視聴制限 | 企画                                                            | キャスト                                                         |
| ----------------- | -------- | --------------------------------------------------------------- | ---------------------------------------------------------------- |
| #1 2021年 3月25日 | R15+     | 今こそホームレスになろう！ ～コロナ禍でも生きる術はここにある～ | ゲスト：峯岸みなみ                                               |
| #1 2021年 3月25日 | R15+     | 女性のための【チ○コ】のトリセツ                                 | ゲスト：伊藤愛真                                                 |
| #1 2021年 3月25日 | R15+     | 田村淳の「エロ芸の壁」前半戦                                    | 出演：日里麻美、中村愛、セクシー寄席、大槻ひびき、原美織、山村茜 |
| #2 2021年 3月31日 | R18      | 地上波でもSNS もダメ！絶対！的 人生を変えるお片付けのススメ！   | ゲスト：マッハスピード豪速球・坂巻裕哉                           |
| #2 2021年 3月31日 | R18      | アトゥシナイト2! VR風俗 クロスオアシス                          | アシスタント：神崎紗衣（恵比寿マスカッツ）                       |
| #2 2021年 3月31日 | R18      | 田村淳の「エロ芸の壁」後半戦                                    | 出演：日里麻美、中村愛、セクシー寄席、大槻ひびき、原美織、山村茜 |

## スタッフ
- 企画：田村淳
- 構成：板坂尚、川島カヨ、松本智子、羽柴拓
- ナレーター：柳沢真由美
- CAM：畠中宏、中村昇一郎、小野寺康敏
- 音声：松橋利行
- CA：大脇悠誠
- 技術協力：極東電視台、ビジュアルコミュニケーションズ、ザ・チューブ、ラビットムーンオフィス、東京オフラインセンター
- 編集：鈴木建介、山本康介
- MA：蜷川広泰、伊藤慎吾
- 音効：上島光央
- タイトルデザイン：大森清一郎
- リサーチ：NEWZ CREATE
- 広報：大川美春
- 編成：上田徹、渡部康弘、三上武典、植田恭輔
- Special Thanks：清水泰貴（元 企画・チーフプロデューサー）
- AD：宮崎敦史、溝端幹央、白井夕貴、鎌田亮、小笹東、溝端幹央、中川拓也
- AP：岡野明子、吉利之宏
- ディレクター：仲元隆彦、中本訓彦、関野政昭、渋谷曜、柴田真嗣、斎藤ノエル、青木優介
- プロデューサー：加藤冠、安斉克広、高橋洋子
- 演出：渡辺資
- チーフプロデューサー：安村将史（元 プロデューサー）、笠井昌章
- 制作協力：クリエイティブ30、クラフト
- 制作著作：スカパー!